# Antonio Jakoliš
Antonio Jakoliš (Varaždin, 28 febbraio 1992) è un calciatore croato, centrocampista del Tūran Türkistan.

## Biografia
Nato a Varaždin, anche suo fratello minore Marin è un calciatore professionista.

## Carriera

### Club
Cresciuto nel Sebenico ha esordito nel 2009 in prima squadra dove ha collezionato complessivamente 55 presenze e 6 gol; nel 2011 viene acquistato dagli ucraini del Kryvbas.
Il 10 agosto 2021 fa il suo ritorno tra le file del Sebenico firmando un contratto valido fino al 2023. Il 7 giugno 2022 rescinde consensualmente il contratto che lo legava con i Narančasti.

### Nazionale
Nel 2011 viene convocato nell'Under-20 per prendere parte al campionato mondiale di calcio Under-20.

## Statistiche

### Cronologia presenze e reti in nazionale
| Cronologia completa delle presenze e delle reti in nazionale ― Croazia under 21 | Cronologia completa delle presenze e delle reti in nazionale ― Croazia under 21 | Cronologia completa delle presenze e delle reti in nazionale ― Croazia under 21 | Cronologia completa delle presenze e delle reti in nazionale ― Croazia under 21 | Cronologia completa delle presenze e delle reti in nazionale ― Croazia under 21 | Cronologia completa delle presenze e delle reti in nazionale ― Croazia under 21 | Cronologia completa delle presenze e delle reti in nazionale ― Croazia under 21 | Cronologia completa delle presenze e delle reti in nazionale ― Croazia under 21 |
| Data                                                                            | Città                                                                           | In casa                                                                         | Risultato                                                                       | Ospiti                                                                          | Competizione                                                                    | Reti                                                                            | Note                                                                            |
| ------------------------------------------------------------------------------- | ------------------------------------------------------------------------------- | ------------------------------------------------------------------------------- | ------------------------------------------------------------------------------- | ------------------------------------------------------------------------------- | ------------------------------------------------------------------------------- | ------------------------------------------------------------------------------- | ------------------------------------------------------------------------------- |
| 16-11-2010                                                                      | Zaprešić                                                                        | Croazia under 21                                                                | 2 – 1                                                                           | Slovenia under 21                                                               | Amichevole                                                                      | -                                                                               | 61’                                                                             |
| 9-2-2011                                                                        | Capodistria                                                                     | Slovenia under 21                                                               | 1 – 1                                                                           | Croazia under 21                                                                | Amichevole                                                                      | -                                                                               | 63’                                                                             |
| 16-11-2010                                                                      | Dugopolje                                                                       | Croazia under 21                                                                | 1 – 2                                                                           | Ucraina under 21                                                                | Amichevole                                                                      | -                                                                               | 85’                                                                             |
| 9-2-2011                                                                        | Spalato                                                                         | Croazia under 21                                                                | 3 – 2                                                                           | Ungheria under 21                                                               | Amichevole                                                                      | -                                                                               | 75’                                                                             |
| 16-11-2010                                                                      | Pola                                                                            | Croazia under 21                                                                | 4 – 0                                                                           | Estonia under 21                                                                | Qual. Europeo Under-21 2013                                                     | -                                                                               | 30’                                                                             |
| 9-2-2011                                                                        | Varaždin                                                                        | Croazia under 21                                                                | 3 – 0                                                                           | Svezia under 21                                                                 | Amichevole                                                                      | -                                                                               | 75’                                                                             |
| Totale                                                                          |                                                                                 | Presenze                                                                        | 6                                                                               |                                                                                 | Reti                                                                            | 0                                                                               |                                                                                 |

## Palmares

### Club

#### Competizioni nazionali
- Coppa di Croazia: 1

Hajduk Spalato: 2012-2013
- Coppa di Romania: 1

CFR Cluj: 2015-2016
- Supercoppa di Cipro: 2

Apollon Limassol: 2017
APOEL Nicosia: 2019
- Campionato cipriota: 1

APOEL: 2018-2019